# 금일의가유 : 오늘도 힘내
《금일의가유 : 오늘도 힘내》(今日宜加油)는 2023년 방송되었던 중국의 드라마이다.

## 줄거리
- 기획 3팀은 가오파 그룹에서 가장 주목받는 부서였으나, 최근 3년간 부실한 기획을 쏟아내며 명성을 잃었음에도 각자의 방식으로 '열일'하는 척한다. '블랙홀'로 알려진 리톈란이나, 이너 피스를 추구하는 판쓰쓰, 차가워 보여도 알고 보면 따뜻한 우이메이, 귀하게 자란 부잣집 도련님에서 벗어나려 분투하는 바이마솨이... 이들은 붕괴 직전의 기획 3팀을 정상으로 되돌리고, 울고 웃으며 직장 생활을 하는 가운데, 소중한 사랑과 우정을 얻는데...

## 등장 인물
- 장카이 - 리톈란 역
- 천위치 - 판쓰쓰 역
- 왕허디 - 바이마솨이 역
- 양차오웨 - 신우이메이 역
- 장소강 (张绍刚) - 위치먀오 역
- 양초 (梁超) - 치와와 역
- 종려려 (钟丽丽) - 강메이 역
- 합문준 (合文俊) - 가오더푼 역
- 오야형 (吴亚衡) - 야오쓰원 역
- 장열치 (张悦驰) - 우밍쉬 역
- 정자 (程梓) - 우이메이 역
- 위안원캉 - 정정하오 역
- 장용용 (张榕容) - 왕우륙 역